# Кламбер шпанијел
Кламбер Шпанијел је раса паса која је настала и развијена у Уједињеном Краљевству. Добар као породични љубимац, али и у рингу на изложбама.

## Основно
- Животни вијек: 9 - 15 година
- Мужјак
  - Висина: 45 - 51cm
  - Тежина: око 36
- Женка
  - Висина: 41-46 cm
  - Тежина: око 30

## Спољашњост
Добро избалансиран, пас тешких костију, са густим, свиленкастим, крзном средње дужине. Глава им је масивна, налик на главу гонича, са дубоком њушком, великог, четвртастог носа и широких, ниско спуштених ушију. Израз лица је наочит и њежан. Крзно им је густо, отпорно на воду, а длака равна. Боја им је најчешће бијела са траговима лимун-жуте или наранџасте.

## Темперамент
Осим класичних шпанијелских особина, њежности и интелигенције, добар је у апорту, праћењу трага, и лову уопште. Иако су љупки и жељни игре, када одрасту нису превише активни. По темперамету су лојални и добро се слажу са дјецом, међутим, према непознатима су резервисани, али никада стидљиви или непријатељски расположени. Ако су одгојени са другим љубимцима, могу се добро слагати са њима. Ова раса тежи да има једног газду и зна да буде тврдоглава (тачније самовољна). Теже операције не би требало ни учити ову расу, на покушаје да се нешто компликованије научи, реагује игнорисањем. Има добру меморију и воли да чини ствари газди, па стога не-компликовани тренизи би требало да дају добре резултате. Добри су у лову на фазане и јаребице и у лову на води.

## Здравље
У прошлости је дисплазија кукова била најозбиљнији проблем за ову расу. Марљиви одгајивачки рад је значајно смањио појаве дисплазије кукова у посљење вријеме. Осим овога, могући су проблеми са очима као што је ентропион ока (црвенило настало због извртања доњег капка) и катаракта. Ова раса интензивно слини, нарочито послије пијења воде. Познати су и по томе што знају да прогутају стране објекте, па треба припазити и на ово. Брзо добијају на тежини, па треба обратити пажњу и на исхрану.

## Историја
О настанку најтеже расе од свих шпанијела, постоје опречна мишљења. По једној теорији, ова је врста настала у Француској крајем 18-ог вијека, када је један француски војвода, за вријеме француске револуције, у страху да не изгуби тек створену расу, поклонио је блиској родбини, војводи од Њукасла (Henry Fiennes Pelham-Clinton). Војвода од Њукасла их је чувао у Кламбер парку у Нотингему. У прилог овој теорији иде и слика из 1788. године, извјесног господина Витлија (F. Wheatley), на којој су насликани војвода од Њукасла са неколико паса веома сличних Кламбер шпанијелу, како позирају на војводином имању, Кламбер парк. По другој теорији, ова је раса настала у Уједињеном Краљевству, највјероватније укрштањем старих раса ловачких шпанијела са басетима или Гоничима Светог Хуберта (Bloodhound). Оно што је 
сигурно јесте да је име добио по Кламбер парку и да је за његов развој најзаслужнији Виљам Менсел (William Mansell), ловочувар у овом парку. Раса је брзо нашла своје поклонике у аристократским круговима у Уједињеном Краљевству, међу којима су принц Алберт, краљ Едвард VII и његов син краљ Џорџ V. Из одгајивачнице Сендрингем (Sandringham) коју је основао краљ Џорџ V, су изашли најпознатији шампиони и у раду и на изложбама. Послије Другог свјетског рата, ова раса је у опадању и ријетко се може наћи, али захваљујући преданом раду одгајивача њихов је квалитет и даље задржан.

## Карактеристике расе
Глава мора бити велика и коцкаста са наглашеним затиљком. Њушка треба бити коцкаста са развијеним горњим уснама. Очи су тамножуте, делимично упале, откривајући црвенило. Уши су велике, у облику листа винове лозе са равном длаком. Вилица је јака са савршеним маказастим загризом. Рамена су прилично дуга и мишићава. Предње ноге су кратке, праве и кошчате. Тијело је дуго и тешко, спуштено према земљи са дубоким прсима. Леђа су права, широка са дугим и мишићавим слабинама. Задњи дио леђа је развијен и снажан са ниским скочним зглобом и фино савијеним кољенима. Шапе су велике, обле и добро покривене длаком. Реп (не мора бити купиран) је усађен ниско густо обрастао длаком и носи се у нивоу са леђима.

## Савет одгајивача

### Интелигенција
Високо интелигентна раса, са жељом да удовољи, Кламбери се лако тренирају.

### Вјежбање
до 20 минута дневно.
Како је ово веома лежерна раса, Кламбери ће прилагодити своје жеље за шетњом, породици у којој се налази. Ипак, ова раса воли изласке на отворено. Штенад не би требало да се пуно шетају и трче како би им се кости правилно развиле.

### Одржавање
Како би Кламери изгледали најбоље, потребно им је крзно четкати редовно. Ушни пролази морају бити шишани и провјеравати како би се брзо зауставиле могуће инфекције. Повремено тримовање је неопходно. Кламбери се пуно лињају, а узевши у обзир да и слине, многе људе одвраћа од жеље да их држе у кући.

### Остало
- Енергија: средња

- Стрес ако буду остављени: висок

- Лајање: ријетко

- Могућност транспорта: лагана

- Ниво агресивности: низак

- Компатибилност са други животињама: висока

- Компатибилност са дјецом: висока